# Robert Merton
Ne pas confondre avec le sociologue américain Robert King Merton.
Pour les articles homonymes, voir Merton.
Robert C. Merton (né le 31 juillet 1944 à New York) est un économiste américain, connu pour avoir appliqué les mathématiques aléatoires en temps continu (intégrale d'Itō) à l'économie, et surtout à l'étude des marchés financiers. Il a reçu avec Myron Scholes le Prix de la Banque de Suède en 1997 pour sa participation à la conception du modèle de Black et Scholes de valorisation des options. 

## Biographie
Il est le fils du sociologue Robert King Merton.
Après des études de mathématiques à l'université Columbia puis au Caltech, il fait une thèse d'économie au MIT sous la direction de Paul Samuelson. Il est ensuite professeur au même MIT et plus tard à Harvard.
Comme Myron Scholes, il a été dirigeant associé du hedge fund Long Term Capital Management (LTCM), depuis sa fondation en 1994 à sa spectaculaire faillite en septembre 1998.

## Distinction
- 1997 : Prix de la Banque de Suède avec Myron Scholes "pour une nouvelle méthode de détermination de la valeur des dérivés."
- 2010 : médaille Kolmogorov pour son travail sur la finance[2].